# Estíbaliz Urrutia
Estíbaliz Urrutia González (Bilbao, 22 de febrero de 1970) es una corredora de fondo y medio fondo española,  retirada en 2007 y especializada en los 5000 metros.
Se inició en el C.A. Barakaldo y pasando a lo largo de su carrera deportiva por el H.H. Zornotza, C.D. Zornotza, Reebok T.C., C.A. Ortuella, Adidas Int., Uni. Salamanca y Bidezabal.
Campeona de España en 3000 m indoor en 1993 con 9:28:60
Como mejores resultados internacionales, en 1997 finalizó 10.ª en 3000 metros en el campeonato del mundo indoor en París y 13.ª en 5000 metros en 1998 en el campeonato de Europa.
También participó en la edición de 1998 del campeonato del mundo de cross corto.
Sus mejores marcas personales fueron:
800   metros - 2:07.73 min (1996)
1500  metros - 4:11.96 min (1996)
3000  metros - 9:01.68 min (1997, indoor) 
5000  metros - 15:19.68 min (1998)
Media maratón - 1:15:44 h (2000)
- Datos: Q5402286